# Kulcsárkarcsa
Kulcsárkarcsa (szlovákul Kľúčiarove  Kračany) Királyfiakarcsa településrésze, egykor önálló falu Szlovákiában, a Nagyszombati kerületben, a Dunaszerdahelyi járásban. A Karcsák falucsoport része. 2001-ben Királyfiakarcsának 967 lakosából 872 magyar és 84 szlovák volt.

## Fekvése
Dunaszerdahelytől 6 km-re délnyugatra fekszik.

## Története
A falut 1277-ben "Olkulchar" alakban említik először.
A középkorban "Guthkarcsa" volt a neve, ezen a néven említik 1322-ben "Guthakarcha", majd 1508-ban "Gwthakarcha" alakban. Lakói a pozsonyi várhoz tartozó várjobbágyok voltak. Egy 1256-ban keltezett okirat szerint a falu jobbágyai a vár tornyait védték. Guthakarcsa egyik családja a Kulcsár család, mely a település domináns családja lett. A család első ismert tagja Kulcsár Ferenc, a 16. században a bírói tisztséget töltötte be, majd a vármegye szolgabírája lett. A település a családról kapta mai nevének előtagját.
1910-ben 139, túlnyomórészt magyar lakosa volt. A trianoni békeszerződésig Pozsony vármegye Dunaszerdahelyi járásához tartozott.

## Nevezetességei
Szent József tiszteletére szentelt kápolnája 1840-ben épült, 1956-ban megújították.

## Külső hivatkozások
- A csallóközi Karcsák
- Községinfó
- A község Szlovákia térképén
- E-obce.sk Archiválva 2013. június 7-i dátummal a Wayback Machine-ben